# Typhlops tindalli
Typhlops tindalli este o specie de șerpi din genul Typhlops, familia Typhlopidae, descrisă de Smith 1943. Conform Catalogue of Life specia Typhlops tindalli nu are subspecii cunoscute.